# Hans-Georg Sannert
Hans-Georg Sannert (* 7. August 1941 in Leipzig), auch bekannt unter dem Spitznamen Schorsch, ist ein ehemaliger deutscher Fußballspieler, der vorwiegend im Mittelfeld agierte.

## Leben
Nachdem die Familie Sannert ausgebombt war, zog sie 1943 nach Borsdorf, wo der junge Hans-Georg aufwuchs. Die Rückkehr nach Leipzig erfolgte 1952.
Seine Vereinslaufbahn begann Sannert im Nachwuchsbereich des SC Lokomotive Leipzig, wo er Teil der Juniorenmannschaft war, die 1958 DDR-Meister wurde. Nach seiner Armeezeit, während der er für den ASK Vorwärts Leipzig spielte, kehrte Sannert nach Ableistung seiner Wehrpflicht zum SC Lokomotive zurück, wo er ab 1961 der Oberliga-Mannschaft angehörte. 
Bei der 1963 vorgenommenen Zuordnung von Spielern zu einem der beiden neu kreierten Leipziger Vereinen wurde Richter zur BSG Chemie Leipzig delegiert. Der sogenannte „Rest von Leipzig“ gewann in der Saison 1963/64 überraschend die Fußballmeisterschaft der DDR. Sannert war in neun der insgesamt 26 Punktspiele zum Einsatz gekommen und erzielte sein einziges Tor am 18. Januar 1964 beim Rückrundenstart in Aue. Doch sein frühes Tor zum 1:2-Anschlusstreffer in der 30. Minute konnte die Niederlage seiner Mannschaft bei der BSG Wismut Aue nicht verhindern, weil in den verbleibenden 60 Minuten kein weiterer Treffer mehr fiel.
Zwei Jahre später gewann Sannert mit den Chemikern auch den FDGB-Pokal, verabschiedete sich jedoch bereits 1967 zum Bezirksligisten Chemie Böhlen, weil ihm die beruflichen Perspektiven im dortigen Chemiekombinat „Otto Grotewohl“ besser erschienen als bei der Elguwa, der Trägergesellschaft der BSG Chemie Leipzig. („Mit Fußball konnte man doch nicht ernsthaft Geld verdienen, also habe ich immer zuerst an später gedacht.“) 
Nachdem Sannert sich 1972 aus der ersten Mannschaft zurückgezogen hatte, um mehr Zeit für seine Haupterwerbstätigkeit zu haben, spielte er noch bis 1978 in der zweiten Mannschaft von Chemie Böhlen und blieb dem Kombinat „Otto Grotewohl“ Böhlen bis zur Wende 1989 verbunden.

## Erfolge
- Meister der DDR: 1964
- Pokalsieger der DDR: 1966